# Konbini Kareshi
Konbini Kareshi (コンビニカレシ?) es un proyecto multimedia adaptado a una novela ligera, CD dramas y una serie de anime.

## Sinopsis
Seis estudiantes de preparatoria se encuentran en la tienda cercana a su escuela. Viven sus vidas y se relacionan con las chicas que serán sus intereses amorosos.

## Personajes
Haruki Mishima (三島 春来 Mishima Haruki?)
Seiyū: Takuma Terashima
Towa Honda (本田 塔羽 Honda Towa?)
Seiyū: Ken'ichi Suzumura
Miharu Mashiki (真四季 みはる Mashiki Miharu?)
Seiyū: Sayaka Kanda
Mami Mihashi (三橋 真珠 Mihashi Mami?)
Seiyū: Rie Kugimiya
Mikado Nakajima (中島 帝 Nakajima Mikado?)
Seiyū: Shin'nosuke Tachibana
Nasa Sanagi (佐名木 凪瑳 Sanagi Nasa?)
Seiyū: Yūki Kaji
Natsu Asumi (明日海 夏 Asumi Natsu?)
Seiyū: Hiroshi Kamiya
Masamune Sakurakouji (櫻小路 正宗 Sakurakōji Masamune?)
Seiyū: Takahiro Sakurai
Waka Kisaki (木崎 和架 Kisaki Waka?)
Seiyū: Yukari Tamura
Nozomi Itokawa (糸川 希未 Itokawa Nozomi?)
Seiyū: Ami Koshimizu
Aki Asukai (飛鳥井 愛姫 Asukai Aki?)
Seiyū: Yui Horie
Kokono Minowa (弥後環 九 Minowa Kokono?)
Seiyū: Miyuki Sawashiro

## Anime
La serie ha sido adaptada por el estudio Pierrot y televisada durante la temporada de verano de 2017 en Japón.

### Equipo de producción
- Director: Hayato Date
- Música: Hanae Nakamura, Natsumi Tabuchi, Takashi Ohmama
- Diseño de personajes: Makoto Senzaki, Satomi Ishikawa
- Director de sonido: Yasunori Ebina

### Episodios
| #  | Título               | Fecha de Emisión Japón   |
| -- | -------------------- | ------------------------ |
|    |                      |                          |
| 1  | «Uzuki» (卯月)       | 7 de julio de 2017       |
| 2  | «Satsuki» (皐月)     | 14 de julio de 2017      |
| 3  | «Minazuki» (水無月)  | 21 de julio de 2017      |
| 4  | «Fumizuki» (文月)    | 28 de julio de 2017      |
| 5  | «Hazuki» (葉月)      | 3 de agosto de 2017      |
| 6  | «Nagatsuki» (長月)   | 17 de agosto de 2017     |
| 7  | «Kannazuki» (神無月) | 24 de agosto de 2017     |
| 8  | «Shimotsuki» (霜月)  | 31 de agosto de 2017     |
| 9  | «Shiwasu» (師走)     | 7 de septiembre de 2017  |
| 10 | «Mutsuki» (睦月)     | 14 de septiembre de 2017 |
| 11 | «Kisaragi» (如月)    | 21 de septiembre de 2017 |
| 12 | «Yayoi» (弥生)       | 28 de septiembre de 2017 |

### Banda sonora
- Opening: Stand up now por Cellchrome.
- Ending: Milestone (マイルストーン) por ORANGE POST REASON.